# John Fulton, Baron Fulton
John Scott Fulton, Baron Fulton (* 27. Mai 1902 in Dundee, Schottland; † 14. März 1986 in Thornton-le-Dale, Yorkshire) war ein britischer Universitätspräsident und Politiker, der 1966 als Life Peer aufgrund des Life Peerages Act 1958 Mitglied des House of Lords wurde.

## Leben

### Studium und Lehrtätigkeiten
Fulton, dessen Vater Rektor des University College, Dundee war, begann nach dem Besuch der High School of Dundee ein Studium an der University of St Andrews sowie anschließend ein Studium im Fach Classical honours tripos am Balliol College der University of Oxford, das er 1924 abschloss. Ein darauf folgendes ergänzendes Studium im Fach Literae Humaniores, welches er 1926 beendete. Nach Beendigung des Studiums wurde er 1926 zunächst Lecturer an der London School of Economics (LSE), ehe er 1928 als Fellow und Tutor für Philosophie an das Balliol College zurückkehrte.
1935 übernahm Fulton die Funktionen eines Tutor und Fellow für Politikwissenschaften am Balliol College und lehrte dort bis 1947. Zugleich war er während des Zweiten Weltkrieges auch als Mitarbeiter bei der Bergbaubehörde (Mines Department) und beim Ministerium für Brennstoffe und Energie (Ministry of Fuel and Power), wo er ein Freund und Kollege des späteren Premierminister Harold Wilson wurde.

### Universitätspräsident und Oberhausmitglied
Nach Beendigung seiner Lehrtätigkeit am Balliol College wurde Fulton 1947 Rektor (Principal) des University College Swansea und behielt dieses Amt bis 1959. Zugleich fungierte er von 1952 bis 1954 sowie erneut zwischen 1958 und 1959 als Vizekanzler der University of Wales. Daneben war er von 1952 bis 1955 sowohl Vorsitzender des Universitätenrates für Erwachsenenbildung sowie des Rates des Nationalen Instituts für Erwachsenenbildung.
1961 engagierte sich Fulton maßgeblich an der Gründung der University of Sussex in Falmer und wurde daraufhin erster Vizekanzler der neugegründeten Universität. In dieser Funktion trug Fulton, der für seine Verdienste 1964 zum Knight Bachelor geschlagen wurde und fortan den Namenszusatz „Sir“ trug, führend zum Wachstum der Hochschule bei. 1967 übergab er das Amt des Vizekanzlers der University of Sussex an den Historiker Asa Briggs. Daneben fungierte er von 1961 bis 1964 als Vorsitzender des Zentralrates für Universitätszulassungen (Universities Central Council on Admissions).
1963 war er Vorsitzender der nach ihm benannten Fulton-Kommission, die in ihrem Abschlussbericht die Fusion von New Asia College, Chung Chi College und United College zur Chinesischen Universität Hongkong vorschlug. Für seine dortigen Verdienste verlieh ihm die Chinesische Universität Hongkong einen Ehrendoktor der Rechtswissenschaften.
Durch ein Letters Patent vom 19. Januar 1966 wurde Fulton, der auch Mitglied des Verwaltungsrates (Board of Governors) der British Broadcasting Corporation (BBC) sowie von 1968 bis 1971 Vorsitzender des British Council war, aufgrund des Life Peerages Act 1958 als Life Peer mit dem Titel Baron Fulton, of Falmer in the County of Sussex, in den Adelsstand erhoben und gehörte damit bis zu seinem Tode mehr als zwanzig Jahre lang dem House of Lords als Mitglied an.
Als solcher war er zwischen 1966 und 1968 Vorsitzender einer Kommission für den öffentlichen Dienst, die 1968 einen umfangreichen Abschlussbericht vorlegte. Des Weiteren fungierte er zeitweilig als Präsident der Gesellschaft für Forschung in der Hochschulbildung.

## Veröffentlichungen
- The Future Pattern of University Education in the United Kingdom: A Paper, 1961
- Report of the Fulton Commission, 1963
- Experiment in Higher Education, Tavistock Publications, 1964
- The Civil Service, H.M. Stationery Office, 1968
- Twenty-First Anniversary, Mitautoren Sir James Frederick Mountford und William Alexander Campbell Stewart, University of Keele, 1972
- The Expanding World of Universities: Foundation Day Lecture 1971, School of Oriental and African Studies, University of London, 1972
- University, Government and the Community, University of Ilorin, 1977